# سپاسکویه (شهرستان استرلیتاماکسکی، باشقیرستان)
سپاسکویه (انگلیسی: Spasskoye, Sterlitamaksky District, Republic of Bashkortostan) یک شهرک در شهرستان استرلیتاماکسکی استان باشقیرستان کشور روسیه است.